# منتخب البرتغال لكرة الصالات
منتخب البرتغال الوطني لكرة قدم الصالات (بالبرتغالية: Seleção Portuguesa de Futsal Masculino) هو ممثل البرتغال الرسمي في المنافسات الدولية في كرة الصالات .